# ジョン・キャンベル (初代ブレダルバン侯爵)

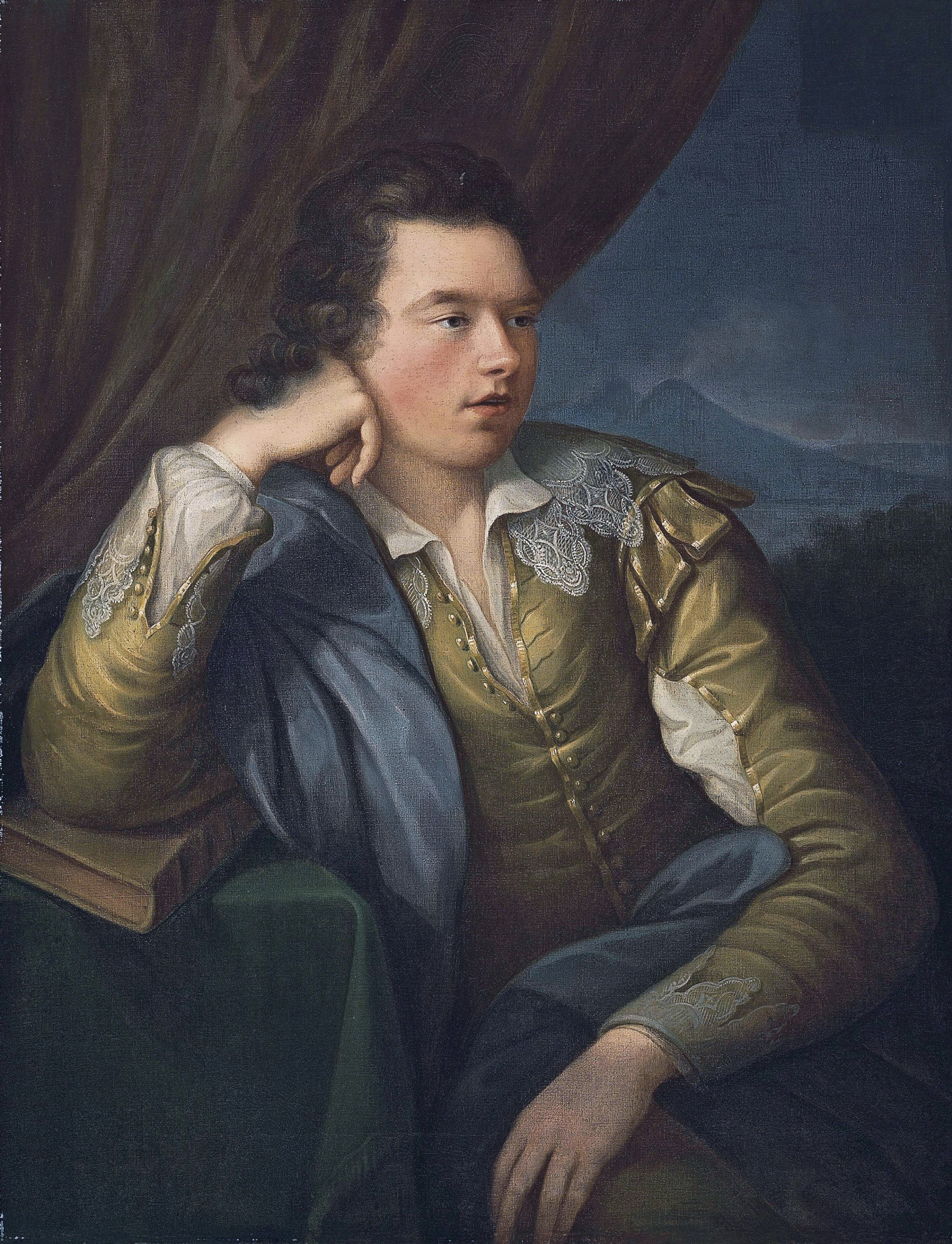
アンゲリカ・カウフマンによる肖像画。

初代ブレダルバン侯爵ジョン・キャンベル（英語: John Campbell, 1st Marquess of Breadalbane FRS、1762年3月30日 – 1834年3月29日）は、イギリスの貴族、軍人、政治家。

## 生涯
コリン・キャンベル（Colin Campbell、1704年 – 1772年3月30日、ロバート・キャンベルの息子）とエリザベス・キャンベル（Elizabeth Campbell、アーチボルド・キャンベルの娘）の長男として、1762年3月30日に生まれた。1772年3月30日に父が死去すると、カーウィン（Carwhin）の地所を継承した。ウィンチェスター・カレッジで教育を受けた。1782年1月26日に遠戚にあたる第3代ブレダルバン＝ホランド伯爵ジョン・キャンベルが死去すると、ブレダルバン＝ホランド伯爵位を継承した。1784年2月19日、王立協会フェローに選出された。
政界ではホイッグ党に属し、1784年から1806年までスコットランド貴族代表議員を務めた。1806年11月13日、連合王国貴族であるパースシャーにおけるテイマス・キャッスルのブレダルバン男爵に叙された。1831年9月12日、同じく連合王国貴族であるオルメリー伯爵とブレダルバン侯爵に叙された。
1793年にフェンシブル連隊（本土防衛のために創設された連隊）を編成した。また、1795年1月10日にフォースター大尉（Captain Forster）の独立歩兵中隊のエンサインへの辞令を購入した。イギリス陸軍では1795年1月27日に第116歩兵連隊の中隊長（軍階は大尉）になり、同年4月25日に第78歩兵連隊第1大隊の少佐への辞令を購入する形で昇進、7月11日に自身の編成したフェンシブル連隊の隊長（軍階は大佐）に就任するとともに正規軍での軍階も中佐に昇進した。1802年5月11日に大佐に昇進、1803年に王立パースシャー第2志願兵旅団（Royal Perthshire Volunteer Brigade）のブレダルバン大隊の隊長に就任した。その後に半給になったものの1809年10月24日に少将に、1814年に中将に昇進した。
1834年3月29日にテイマス城で死去、息子ジョンが爵位を継承した。

## 家族
1793年9月3日、メリルボーンでメアリー・ターナー・ギャヴィン（Mary Turner Gavin、1845年9月23日没、デイヴィッド・ギャヴィンの長女）と結婚、1男2女をもうけた。
- エリザベス・メイトランド（Elizabeth Maitland、1794年7月25日 – 1878年2月17日） - 1831年10月10日、第5代準男爵サー・ジョン・プリングルと結婚、子供あり
- メアリー（1795年7月10日 – 1862年6月28日） - 1819年5月13日、第2代バッキンガム＝シャンドス公爵リチャード・テンプル＝ニュージェント＝ブリッジス＝シャンドス＝グレンヴィルと結婚、子供あり
- ジョン（1796年10月26日 – 1862年11月8日） - 第2代ブレダルバン侯爵